# Championnat du Costa Rica de football 2004-2005
Navigation
Saison précédente Saison suivante
La Primera División 2004-2005 est la quatre-vingt-troisième édition de la première division costaricienne.
Lors de ce tournoi, le Deportivo Saprissa a tenté de conserver son titre de champion du Costa Rica face aux onze meilleurs clubs costariciens.
La saison était divisée en deux tournois, l'Apertura et le Clausura, les deux vainqueurs se sont disputé le titre de champion à la fin de la saison.
Lors de chaque tournoi, chacun des douze clubs participant était confronté deux fois aux cinq autres équipes de son groupe et une fois aux six équipes de l'autre groupe. Puis les meilleurs s'affrontaient lors d'une phase finale.
Trois places étaient qualificatives pour la Copa Interclubes UNCAF.

## Les 12 clubs participants
| \| LD Alajuelense AD Belén \ Brujas Escazu AD Carmelita CS Cartagines CS Herediano AD Municipal Liberia Municipal Pérez Zeledon Puntarenas FC AD Ramonense SD Santos / Deportivo Saprissa \| Localisation des clubs engagés dans le championnat. |
| LD Alajuelense AD Belén \ Brujas Escazu AD Carmelita CS Cartagines CS Herediano AD Municipal Liberia Municipal Pérez Zeledon Puntarenas FC AD Ramonense SD Santos / Deportivo Saprissa                                                           |

| Club                    | Stade                                   | Capacité          | Ville                  |
| LD Alajuelense          | Stade Alejandro Morera Soto             | 17 900            | Alajuela               |
| AD Belén                | Stade inconnu                           | Capacité inconnue | San Antonio            |
| Brujas Escazu           | Stade national du Costa Rica            | 5 500             | Desamparados           |
| AD Carmelita            | Stade Carlos Alvarado                   | 3 000             | Santa Bárbara          |
| CS Cartagines           | Stade José Rafael Fello Meza Ivankovich | 13 500            | Cartago                |
| CS Herediano            | Stade Eladio Rosabal Cordero            | 8 100             | Heredia                |
| AD Municipal Liberia    | Stade Edgardo Baltodano Briceño         | 6 500             | Liberia                |
| Municipal Pérez Zeledon | Stade Municipal Pérez Zeledón           | 6 000             | San Isidro del General |
| Puntarenas FC           | Stade Lito Pérez                        | 4 100             | Puntarenas             |
| AD Ramonense            | Stade Carlos Roldan                     | 5 000             | San Ramón              |
| SD Santos               | Stade Ebal Rodríguez                    | 3 000             | Guápiles               |
| Deportivo Saprissa      | Stade Ricardo Saprissa                  | 23 100            | San José               |

## Tournoi Apertura
Pour la première fois, le tournoi Apertura s'est déroulé en deux phases :
- La phase de qualification : les seize journées de championnat.
- La phase finale : les matchs aller-retour allant des demi-finales à la finale.

### Phase de qualification
Lors de la phase de qualification les douze équipes affrontent à deux reprises les équipes de leur groupe et une fois les équipes de l'autre groupe selon un calendrier tiré aléatoirement.
Les équipes sont divisées en deux groupes de six, les deux meilleures équipes de chaque groupe sont directement qualifiées pour les demi-finales.
Le classement est établi sur le barème de points classique (victoire à 3 points, match nul à 1, défaite à 0).
Le départage final se fait selon les critères suivants :
- Le nombre de points.
- La différence de buts générale.
- La différence de buts particulière.
- Le nombre de buts marqué.

#### Classement
| Rang | Équipe               | Pts | J  | G  | N | P  | Bp | Bc | Diff |
| ---- | -------------------- | --- | -- | -- | - | -- | -- | -- | ---- |
| 1    | CS Herediano         | 37  | 16 | 11 | 4 | 1  | 33 | 12 | +21  |
| 2    | LD Alajuelense       | 36  | 16 | 11 | 3 | 2  | 40 | 16 | +24  |
| 3    | AD Carmelita         | 20  | 16 | 5  | 5 | 6  | 18 | 30 | -12  |
| 4    | AD Ramonense         | 15  | 16 | 4  | 3 | 9  | 16 | 27 | -11  |
| 5    | Puntarenas FC        | 12  | 16 | 3  | 3 | 10 | 20 | 35 | -15  |
| 6    | AD Municipal Liberia | 12  | 16 | 2  | 6 | 8  | 18 | 33 | -15  |

| Rang | Équipe                  | Pts | J  | G | N | P  | Bp | Bc | Diff |
| ---- | ----------------------- | --- | -- | - | - | -- | -- | -- | ---- |
| 1    | Deportivo Saprissa (T)  | 30  | 16 | 9 | 3 | 4  | 24 | 16 | +8   |
| 2    | Municipal Pérez Zeledon | 29  | 16 | 8 | 5 | 3  | 28 | 20 | +8   |
| 3    | CS Cartagines           | 23  | 16 | 7 | 2 | 7  | 27 | 17 | +10  |
| 4    | Brujas Escazu           | 21  | 16 | 6 | 3 | 7  | 20 | 19 | +1   |
| 5    | SD Santos               | 21  | 16 | 5 | 6 | 5  | 18 | 24 | -6   |
| 6    | AD Belén (P)            | 9   | 16 | 2 | 3 | 11 | 16 | 29 | -13  |

| Légende : Qualifications et relégations | Légende : Qualifications et relégations                  |
| --------------------------------------- | -------------------------------------------------------- |
|                                         | Qualifié pour les demi-finales                           |
|                                         | (T) : Tenant du titre (P) : Promu de la saison 2003-2004 |

#### Matchs
| Résultats (▼dom., ►ext.)                                   | Alaj | Bel | Bruj | Carm | Cart | Here | Águi | Muni | Punt | Ramo | Sant | Sapr |
| LD Alajuelense                                             |      |     | 1-1  | 3-1  |      | 3-1  | 4-0  |      | 4-2  | 4-1  | 3-1  | 1-0  |
| AD Belén                                                   | 1-2  |     | 1-3  |      | 1-0  |      |      | 1-2  |      | 1-0  | 1-1  | 2-3  |
| Brujas Escazu                                              |      | 2-1 |      |      | 0-3  |      | 1-1  | 1-2  | 2-0  | 1-2  | 0-0  | 0-1  |
| AD Carmelita                                               | 1-5  | 2-0 | 1-0  |      | 1-4  | 1-1  | 1-0  |      | 3-2  | 1-1  |      | 1-3  |
| CS Cartagines                                              | 0-0  | 2-1 | 0-2  |      |      |      | 3-0  | 3-0  | 4-1  |      | 4-0  | 1-3  |
| CS Herediano                                               | 2-1  | 3-1 | 3-1  | 3-0  | 1-0  |      | 2-2  |      | 3-0  | 3-2  |      | 1-0  |
| AD Municipal Liberia                                       | 0-4  | 2-2 |      | 1-2  |      | 0-2  |      | 5-2  | 0-0  | 1-1  |      |      |
| Municipal Pérez Zeledon                                    | 2-2  | 3-1 | 1-0  | 5-1  | 3-1  | 0-0  |      |      |      |      | 1-1  | 0-0  |
| Puntarenas FC                                              | 1-2  | 2-1 |      | 1-1  |      | 0-5  | 2-0  | 2-2  |      | 4-1  |      |      |
| AD Ramonense                                               | 2-1  |     |      | 0-0  | 1-0  | 1-3  | 2-3  | 0-2  | 2-0  |      | 0-1  |      |
| SD Santos                                                  |      | 2-1 | 1-3  | 1-1  | 2-1  | 0-0  | 2-2  | 1-3  | 2-1  |      |      | 2-1  |
| Deportivo Saprissa                                         |      | 0-0 | 1-3  |      | 1-1  |      | 3-1  | 1-0  | 3-2  | 2-0  | 2-1  |      |
| - Victoire à domicile - Match nul - Victoire à l'extérieur |      |     |      |      |      |      |      |      |      |      |      |      |

### La Phase Finale
Les quatre équipes qualifiées sont réparties dans le tableau final d'après leur classement général.
En cas d'égalité sur la somme des deux matchs, des prolongations puis une séance de tirs au but ont lieu.

#### Tableau
|  |                         |            |                    |            |            |                         |      |        |        |        |        |        |
|  | 1/2 finale              | 1/2 finale | 1/2 finale         | 1/2 finale | 1/2 finale |                         |      | Finale | Finale | Finale | Finale | Finale |
|  |                         |            |                    |            |            |                         |      |        |        |        |        |        |
|  |                         |            |                    |            |            |                         |      |        |        |        |        |        |
|  | CS Herediano            | (A1)       | 1                  | 0          | 0          |                         |      |        |        |        |        |        |
|  | CS Herediano            | (A1)       | 1                  | 0          | 0          |                         |      |        |        |        |        |        |
|  | Municipal Pérez Zeledon | (B2)       | 0                  | 1          | 2          |                         |      |        |        |        |        |        |
|  | Municipal Pérez Zeledon | (B2)       | 0                  | 1          | 2          | Municipal Pérez Zeledon | (B2) | 0      | 0      | 1      |        |        |
|  |                         |            |                    |            |            | Municipal Pérez Zeledon | (B2) | 0      | 0      | 1      |        |        |
|  |                         |            | Deportivo Saprissa | (B1)       | 0          | 0                       | 0    |        |        |        |        |        |
|  | Deportivo Saprissa      | (B1)       | Deportivo Saprissa | (B1)       | 0          | 0                       | 0    | 1      | 1      | 0(4)   |        |        |
|  | Deportivo Saprissa      | (B1)       |                    |            |            |                         |      | 1      | 1      | 0(4)   |        |        |
|  | LD Alajuelense          | (A2)       | 1                  | 1          | 0(3)       |                         |      |        |        |        |        |        |
|  | LD Alajuelense          | (A2)       | 1                  | 1          | 0(3)       |                         |      |        |        |        |        |        |

#### Demi-finales
| Club               | Aller | Retour | Club                    | Commentaire         |
| CS Herediano       | 1-0   | 0-1    | Municipal Pérez Zeledon | Prolongations : 0-2 |
| Deportivo Saprissa | 1-1   | 1-1    | LD Alajuelense          | Tirs au but : 4-3   |

#### Finale
| Match aller | Municipal Pérez Zeledon | 0:0   | Deportivo Saprissa | Stade Municipal Pérez Zeledón |  |
| 23 décembre |                         | (0:0) |                    |                               |  |

| Match retour | Deportivo Saprissa | 0:1 (a.p.) | Municipal Pérez Zeledon | Stade Ricardo Saprissa |  |
| 29 décembre  |                    | (0:0)      | Pablo Nassar 95e        |                        |  |

## Tournoi Clausura
Le tournoi Clausura s'est déroulé de la même façon que les tournois saisonniers précédents, en deux phases :
- La phase de qualification : les seize journées de championnat.
- La phase finale : les matchs aller-retour allant des demi-finales à la finale.

### Phase de qualification
Lors de la phase de qualification les douze équipes affrontent à deux reprises les équipes de leur groupe et une fois les équipes de l'autre groupe selon un calendrier tiré aléatoirement.
Les équipes sont divisées en deux groupes de six, les deux meilleures équipes de chaque groupe sont directement qualifiées pour les demi-finales.
Le classement est établi sur le barème de points classique (victoire à 3 points, match nul à 1, défaite à 0).
Le départage final se fait selon les critères suivants :
- Le nombre de points.
- La différence de buts générale.
- La différence de buts particulière.
- Le nombre de buts marqué.

#### Classement
| Rang | Équipe                 | Pts | J  | G | N | P | Bp | Bc | Diff |
| ---- | ---------------------- | --- | -- | - | - | - | -- | -- | ---- |
| 1    | Deportivo Saprissa (T) | 28  | 16 | 7 | 7 | 2 | 21 | 10 | +11  |
| 2    | CS Herediano           | 28  | 16 | 8 | 4 | 4 | 21 | 12 | +9   |
| 3    | AD Carmelita           | 26  | 16 | 8 | 2 | 6 | 27 | 21 | +6   |
| 4    | Puntarenas FC          | 23  | 16 | 6 | 5 | 5 | 31 | 24 | +7   |
| 5    | AD Municipal Liberia   | 15  | 16 | 4 | 3 | 9 | 17 | 26 | -9   |
| 6    | AD Ramonense           | 15  | 16 | 4 | 3 | 9 | 17 | 27 | -10  |

| Rang | Équipe                  | Pts | J  | G | N | P | Bp | Bc | Diff |
| ---- | ----------------------- | --- | -- | - | - | - | -- | -- | ---- |
| 1    | LD Alajuelense          | 27  | 16 | 7 | 6 | 3 | 30 | 21 | +9   |
| 2    | CS Cartagines           | 24  | 16 | 5 | 9 | 2 | 22 | 19 | +3   |
| 3    | Brujas Escazu           | 22  | 16 | 6 | 4 | 6 | 25 | 28 | -3   |
| 4    | Municipal Pérez Zeledon | 18  | 16 | 4 | 6 | 6 | 17 | 25 | -8   |
| 5    | AD Belén (P)            | 16  | 16 | 3 | 7 | 6 | 19 | 26 | -7   |
| 6    | SD Santos               | 15  | 16 | 3 | 6 | 7 | 16 | 24 | -8   |

| Légende : Qualifications et relégations | Légende : Qualifications et relégations                  |
| --------------------------------------- | -------------------------------------------------------- |
|                                         | Qualifié pour les demi-finales                           |
|                                         | (T) : Tenant du titre (P) : Promu de la saison 2003-2004 |

#### Matchs
| Résultats (▼dom., ►ext.)                                   | Alaj | Bel | Bruj | Carm | Cart | Here | Águi | Muni | Punt | Ramo | Sant | Sapr |
| LD Alajuelense                                             |      | 1-0 | 2-0  | 3-4  | 4-1  | 0-0  | 3-2  | 2-0  |      |      | 3-3  |      |
| AD Belén                                                   | 3-3  |     | 1-1  | 1-3  | 1-1  | 3-1  | 1-0  | 1-1  | 1-1  |      | 1-0  |      |
| Brujas Escazu                                              | 1-1  | 3-0 |      | 0-3  | 3-2  | 3-2  |      | 3-0  |      |      | 2-0  | 1-1  |
| AD Carmelita                                               |      |     |      |      |      | 0-1  | 2-1  | 3-1  | 1-1  | 2-1  | 0-0  | 2-0  |
| CS Cartagines                                              | 0-0  | 2-1 | 1-1  | 1-0  |      | 1-1  |      | 1-1  |      | 1-0  | 1-0  |      |
| CS Herediano                                               |      |     |      | 1-0  |      |      | 4-1  | 3-0  | 1-0  | 2-0  | 2-0  | 0-1  |
| AD Municipal Liberia                                       |      |     | 2-0  | 1-0  | 1-1  | 3-2  |      |      | 1-2  | 2-2  | 1-0  | 0-0  |
| Municipal Pérez Zeledon                                    | 1-1  | 4-2 | 4-3  |      | 1-1  |      | 1-0  |      | 2-1  | 1-1  | 0-1  |      |
| Puntarenas FC                                              | 2-0  |     | 6-2  | 5-2  | 2-2  | 0-1  | 4-2  |      |      | 4-1  | 2-2  | 0-0  |
| AD Ramonense                                               | 2-3  | 3-1 | 0-1  | 1-5  |      | 0-0  | 2-0  |      | 1-0  |      |      | 3-1  |
| SD Santos                                                  | 1-4  | 1-1 | 3-1  |      | 2-5  |      |      | 0-0  |      | 2-0  |      | 1-1  |
| Deportivo Saprissa                                         | 1-0  | 1-1 |      | 3-0  | 1-1  | 0-0  | 2-0  | 2-0  | 5-1  | 2-0  |      |      |
| - Victoire à domicile - Match nul - Victoire à l'extérieur |      |     |      |      |      |      |      |      |      |      |      |      |

### La Phase Finale
Les quatre équipes qualifiées sont réparties dans le tableau final d'après leur classement général.
En cas d'égalité sur la somme des deux matchs, des prolongations puis une séance de tirs au but ont lieu.

#### Tableau
|  |                    |            |                |            |                    |      |   |        |        |        |        |        |
|  | 1/2 finale         | 1/2 finale | 1/2 finale     | 1/2 finale | 1/2 finale         |      |   | Finale | Finale | Finale | Finale | Finale |
|  |                    |            |                |            |                    |      |   |        |        |        |        |        |
|  |                    |            |                |            |                    |      |   |        |        |        |        |        |
|  | Deportivo Saprissa | (A1)       | 0              | 2          |                    |      |   |        |        |        |        |        |
|  | Deportivo Saprissa | (A1)       | 0              | 2          |                    |      |   |        |        |        |        |        |
|  | CS Cartagines      | (B2)       | 0              | 1          |                    |      |   |        |        |        |        |        |
|  | CS Cartagines      | (B2)       | 0              | 1          | Deportivo Saprissa | (A1) | 0 | 2      |        |        |        |        |
|  |                    |            |                |            |                    | (A1) | 0 | 2      |        |        |        |        |
|  |                    |            | LD Alajuelense | (B1)       | 1                  | 2    |   |        |        |        |        |        |
|  | LD Alajuelense     | (B1)       | LD Alajuelense | (B1)       | 1                  | 2    | 1 | 0      | 1      |        |        |        |
|  | LD Alajuelense     | (B1)       |                |            |                    |      | 1 | 0      | 1      |        |        |        |
|  | CS Herediano       | (A2)       | 1              | 0          | 0                  |      |   |        |        |        |        |        |
|  | CS Herediano       | (A2)       | 1              | 0          | 0                  |      |   |        |        |        |        |        |

#### Demi-finales
| Club               | Aller | Retour | Club          | Commentaire |
| Deportivo Saprissa | 0-0   | 2-1    | CS Cartagines |             |
| LD Alajuelense     | 1-1   | 0-0    | CS Herediano  |             |

#### Finale
| Match aller | LD Alajuelense      | 1:0   | Deportivo Saprissa | Stade Alejandro Morera Soto |  |
| 8 mai       | Pablo Izaguirre 90e | (0:0) |                    |                             |  |

| Match retour | Deportivo Saprissa                    | 2:2   | LD Alajuelense                         | Stade Ricardo Saprissa |  |
| 16 mai       | Alonso Solís 60e · Wálter Centeno 67e | (0:1) | Carlos Hernández 38e · Brayan Ruiz 64e |                        |  |

## Classement cumulatif
| Rang | Équipe                      | Pts | J  | G  | N  | P  | Bp | Bc | Diff |
| ---- | --------------------------- | --- | -- | -- | -- | -- | -- | -- | ---- |
| 1    | CS Herediano                | 65  | 32 | 19 | 8  | 5  | 54 | 24 | +30  |
| 2    | LD Alajuelense (C)          | 63  | 32 | 18 | 9  | 5  | 70 | 37 | +33  |
| 3    | Deportivo Saprissa (T)      | 58  | 32 | 16 | 10 | 6  | 45 | 26 | +19  |
| 4    | CS Cartagines               | 47  | 32 | 12 | 11 | 9  | 49 | 36 | +13  |
| 5    | Municipal Pérez Zeledon (C) | 47  | 32 | 12 | 11 | 9  | 45 | 45 | 0    |
| 6    | AD Carmelita                | 46  | 32 | 13 | 7  | 12 | 45 | 51 | -6   |
| 7    | Brujas Escazu               | 43  | 32 | 12 | 7  | 13 | 45 | 47 | -2   |
| 8    | SD Santos                   | 36  | 32 | 8  | 12 | 12 | 34 | 48 | -14  |
| 9    | Puntarenas FC               | 35  | 32 | 9  | 8  | 15 | 51 | 59 | -8   |
| 10   | AD Ramonense                | 30  | 32 | 8  | 6  | 18 | 33 | 54 | -21  |
| 11   | AD Municipal Liberia        | 27  | 32 | 6  | 9  | 17 | 35 | 59 | -24  |
| 12   | AD Belén (P)                | 25  | 32 | 5  | 10 | 17 | 35 | 55 | -20  |

| Légende : Qualifications et relégations | Légende : Qualifications et relégations                                                                      |
| --------------------------------------- | --- |
|                                         | Copa Interclubes UNCAF 2005 (en) (1er Tour)                                                                  |
|                                         | Relégué en Segunda División                                                                                  |
|                                         | (C) : Vainqueur d'un des deux tournois de la saison (T) : Tenant du titre (P) : Promu de la saison 2003-2004 |

## Finale du championnat
| Match aller | Municipal Pérez Zeledon | 1:3   | LD Alajuelense                                                | Stade Ricardo Saprissa |  |
| 22 mai      | Géiner Segura 21e       | (1:1) | Carlos Hernández 1re · Wílmer López 52e · Rolando Fonseca 85e |                        |  |

| Match retour | LD Alajuelense      | 1:0   | Municipal Pérez Zeledon | Stade Alejandro Morera Soto |  |
| 28 mai       | Froylán Ledezma 90e | (0:0) |                         |                             |  |

## Bilan du tournoi
| Tableau d'Honneur |                |
| Compétition       | Vainqueur      |
| Primera División  | LD Alajuelense |

| Qualifications continentales 2004-2005 |                                                           |
| Copa Interclubes UNCAF                 | Qualifiés                                                 |
| Premier Tour (en)                      | LD Alajuelense Municipal Pérez Zeledon Deportivo Saprissa |

| Promotions et relégations   |              |
| Relégué en Segunda División | AD Belén     |
| Promu de Segunda División   | Santacruceña |